# Cochliobolus hawaiiensis
Cochliobolus hawaiiensis är en svampart som beskrevs av Alcorn 1978. Cochliobolus hawaiiensis ingår i släktet Cochliobolus och familjen Pleosporaceae.   Inga underarter finns listade i Catalogue of Life.